# Rio Frumosu (Motru)
O Rio Frumosu é um rio da Romênia, afluente do Motru, localizado no distrito de Gorj.